# Atherimorpha commoni
Atherimorpha commoni är en tvåvingeart som beskrevs av Paramonov 1962. Atherimorpha commoni ingår i släktet Atherimorpha och familjen snäppflugor. Inga underarter finns listade i Catalogue of Life.